# 毛叶对囊蕨
毛叶对囊蕨（学名：Deparia petersenii）也称毛轴假蹄盖蕨，为蹄盖蕨科对囊蕨属下的一个种。